# 拉克鲁瓦-圣勒夫鲁瓦
拉克鲁瓦-圣勒夫鲁瓦（法語：La Croix-Saint-Leufroy，法語發音：[la kʁwa sɛ̃ lœfʁwa]）是法国厄尔省的一个旧市镇，属于莱桑德利区。2016年1月1日，拉克鲁瓦-圣勒夫鲁瓦和相邻的另外两个市镇合并为新市镇克莱瓦莱德尔（Clef Vallée d'Eure），拉克鲁瓦-圣勒夫鲁瓦为政府驻地。

## 地理
拉克鲁瓦-圣勒夫鲁瓦（49°6'33"N, 1°14'36"E）面积14.87 平方千米，位于法国诺曼底大区厄尔省，该省份为法国北部内陆省份，北起滨海塞纳省，西接奧恩省和卡爾瓦多斯省，南至厄尔-卢瓦省，东临瓦兹省、瓦兹河谷省和伊夫林省。
与拉克鲁瓦-圣勒夫鲁瓦接壤的市镇（或旧市镇、城区）包括：厄尔河畔埃卡当维尔、方丹厄德堡。
拉克鲁瓦-圣勒夫鲁瓦的时区为UTC+01:00、UTC+02:00（夏令时）。

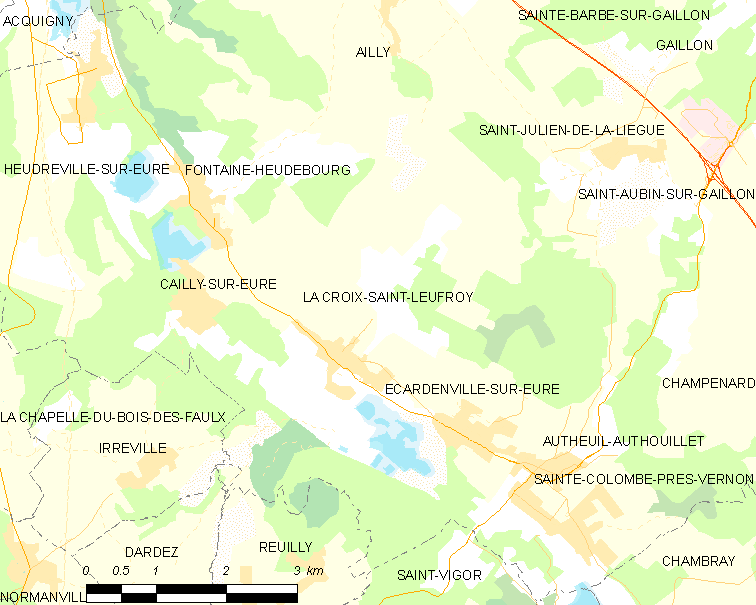
拉克鲁瓦-圣勒夫鲁瓦的OSM定位图

## 行政
拉克鲁瓦-圣勒夫鲁瓦的邮政编码为27490，INSEE市镇编码为27191。

## 政治
拉克鲁瓦-圣勒夫鲁瓦所属的省级选区为加永县。

## 人口

1962-2008年间拉克鲁瓦-圣勒夫鲁瓦人口变化图示

拉克鲁瓦-圣勒夫鲁瓦于2018年1月1日时的人口数量为1108人。